# Bobrovka (Sverdlovsk)
|  | Per a altres significats, vegeu «Bobrovka». |

Bobrovka (en rus: Бобровка) és un poble de l'óblast de Sverdlovsk, a Rússia, segons el cens del 2010 tenia 26 habitants.